# Anna Bessonova
Anna Bessonova (en ucraniano: Ганна Володимирівна Безсонова / Hanna Volodymyrivna Bezsonova; ruso: Анна 
Владимировна Бессонова / Anna Vladimirovna Bessonova) (Kiev, Ucrania; 29 de julio de 1984) es una ex gimnasta rítmica ucraniana. Fue campeona del mundo en el concurso general individual en 2007.

## Carrera
En 1999, Bessonova era la más joven en el equipo ucraniano durante el Campeonato Mundial de Osaka, sin embargo,  hizo una buena impresión de tal manera que los especialistas de gimnasia escribieron su nombre de inmediato como futura gimnasta superior. En el Campeonato Mundial de Madrid en 2001, Alina Kabaeva y su compañera de equipo Irina Tchachina, que originalmente ganaron el oro y la plata en la general, dieron positivo a un diurético prohibido (furosemida) y fueron despojadas de sus medallas, de tal manera que la ucraniana Tamara Yerofeeva, que originalmente ganó el bronce fue galardonada con el oro, la búlgara Simona Peycheva con la plata y Bessonova con el bronce. 

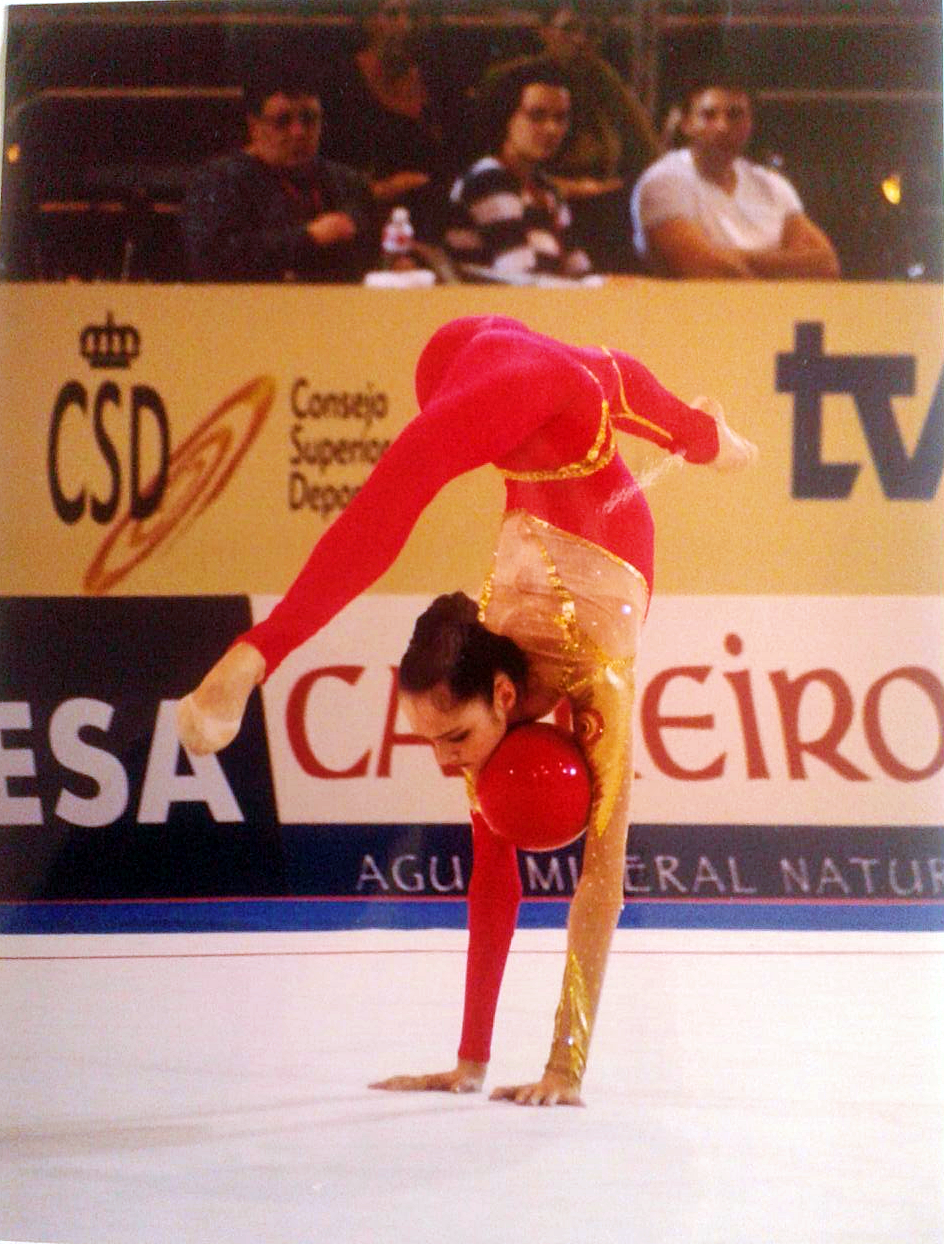
Mundial de Madrid (2001).

En 2002, Bessonova compitió brevemente como miembro del conjunto de Ucrania. Con él ganó la medalla de oro en 5 cintas en el Mundial de Nueva Orleans. Dominó la final del Mundial de 2002 en Stuttgart, en noviembre, al ganar el primer lugar en el aro, la cuerda y las mazas. 
En 2003, cuando tenía 19 años Bessonova, se convirtió en líder de la selección de Ucrania. En Budapest, ganó dos títulos del mundo - en el evento final de aro superando a Alina Kabaeva y en la final de mazas donde derrotó a Irina Tchachina por el oro. Bessonova estaba muy cerca de todo el título, pero terminó con la medalla de plata por detrás de Alina Kabaeva, después de una caída durante su rutina de pelota. En 2003, también ganó tres medallas de oro en el Campeonato de Europa - en aro, mazas y cinta. Ganó tres de cuatro finales en el torneo del Grand Prix 2003 en Kiev.
En 2004, Bessonova ganó la medalla de platan en la final all-around en los Campeonatos de Europa de 2004. Hizo su debut olímpico y ganó el bronce en la final general en Atenas, con una puntuación total de 106.700 (cinta: 26.725, mazas: 26.950, pelota: 26.525 y aro: 26.500) por detrás de las rusas, Irina Tchachina(plata) y Alina Kabaeva(oro). 
En 2005, se convirtió en medallista de plata, seis veces durante el Campeonato del Mundo de 2005 - en la final all-around, cuerda, pelota, mazas y la final de la cinta. Tomó cuatro medallas de oro en la Universiada de 2005 en Esmirna, ganó el all-around, cuerda, pelota y mazas. Ganó la medalla de bronce en el all-around en los Campeonatos de Europa de 2006. 
En 2007, Bessonova compitió en una serie de Grand Prix y de la Copa Mundial. Ese año también marcaría el inicio de un nuevo reto para Bessonova con la llegada de la nueva gimnasta rusa, Evgenia Kanaeva. En la Copa del Mundo de Corbeil-Essonnes 2007, ganó la medalla de plata detrás de Kanaeva. Ganó todas las medallas de oro en la Universiada de Verano 2007, superando a las otras rusas, Vera Sessina y Olga Kapranova. Se convirtió en campeona del mundo en el Campeonato Mundial Patras de 2007, ganando la medalla de oro en la final el all-around, derrotando a Sessina y Kapranova.

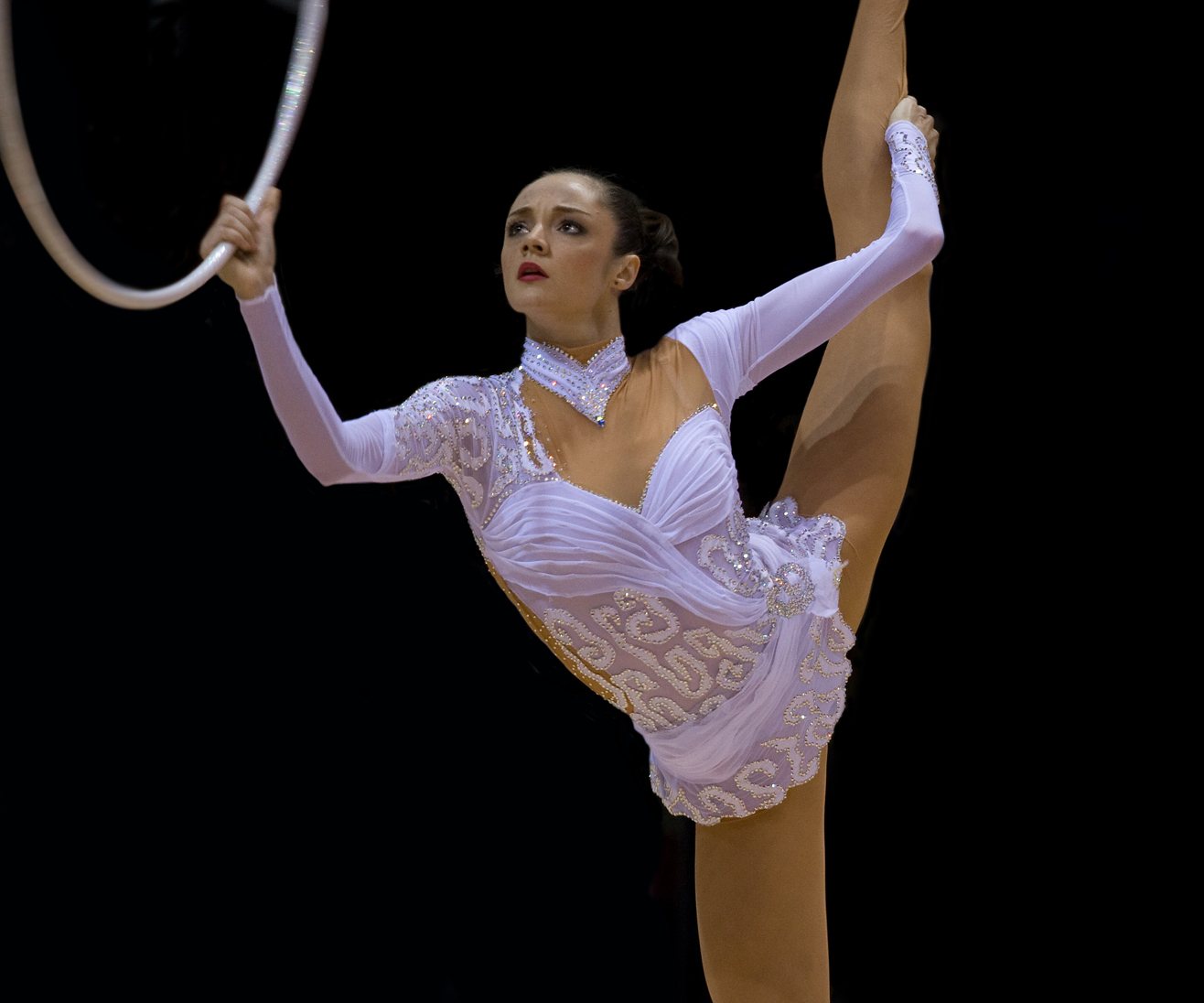
Anna Bessonova en 2008 en Benidorm.

En 2008, Bessonova ganó todo los oros en la Copa Deriugina (Copa del Mundo de Kiev) y en el Miss Valentine, así como la medalla de plata en el all-around en los Campeonatos de Europa en Torino, detrás de la ya estrella rusa Evgenia Kanaeva. En la Copa del Mundo del 2008, Bessonova acumuló 15 medallas. El año culminó con una medalla de bronce en la final all-around en los Juegos Olímpicos de Beijing 2008, detrás de la bielorrusa Inna Zhokova (plata) y la rusa Evgenia Kanaeva (oro).
En 2009, Bessonova se colocó en el all-around en los eventos de la Copa Mundial de Kiev y la Copa Deriugina, y también ganó el bronce en los dos Campeonatos del Mundo y de Europa. Compitió en la Universiada de 2009 en Belgrado y ganó cuatro medallas de plata detrás de Kanaeva. Bessonova finalmente terminó su carrera en 2010 en la Copa Deriugina en Kiev. 
En el 2013 Bessonova realizó una breve intervención en la ceremonia de inauguración de los Campeonatos del Mundo de 2013, celebrado en Kiev, Ucrania.

## Vida personal
Bessonova es la hija mayor del jugador de fútbol del FC Dinamo de Kiev Vladimir Bessonov y de Viktoria Serihk, quien fuera dos veces campeona del mundo de gimnasía rítmica en la modalidad de conjuntos. A pesar de que su madre prefería que realizara ballet, Anna escogió practicar gimnasia rítmica. Fue entrenada por Albina e Irina Deriúguina (campeona del mundo en los años 1977 y 1979), madre e hija respectivamente, en la conocida mundialmente Escuela Deriúguina de Kiev.